# 武雄神社 (武豊町)
武雄神社（たけおじんじゃ）は、愛知県知多郡武豊町上ケ8にある神社。

## 概要
「武豊」という地名の「武」は武雄神社に由来している。社格は旧郷社。

## 祭神
主祭神
- 須佐之男命（すさのおのみこと）

その他の祭神
- 大山祗命（おおやまつみのみこと）
- 豊受姫命（とようけびめのみこと）
- 日本武命（やまとたけるのみこと）
- 菅原道真（すがわらみちざね）
- 菊理姫命（くくりひめのみこと）
- 火結乃命（ほむすびのみこと）
- 大物主神（おおものぬしのかみ）

## 歴史
創建年は定かでないが奈良時代以前とされ、貝塚の上に境内がある。かつては武雄天神と称していた。鎌倉時代中期からは長尾城という城郭の一部として祀られた。承久3年（1221年）の承久の乱後には山城国醍醐から代官として赴任した岩田氏が長尾城の城主となり、岩田氏の末裔が武雄神社の神官を務めている。
1872年（明治5年）には村社に列格された。1878年（明治11年）に郡区町村編制法の施行によって知多郡長尾村と大足村が合併する際には、長尾村の氏神である武雄神社と大足村の氏神である豊石神社から一字ずつを取って武豊村と命名された。1923年（大正12年）時点の境内地面積は2514坪、氏子数は664人だった。
1940年（昭和15年）4月には郷社に列格された。戦後には神社本庁に所属して七級社に指定されたが、1955年（昭和30年）4月には愛知県神社庁によって四級社（旧国幣社格相当）に指定され、知多半島随一の社格を持つ神社となった。武豊町にある旧郷社は武雄神社と知里付神社（ちりゅうじんじゃ）の2社のみである。

## 境内
- 本殿
- 拝殿
- 齋館
- 社務所 - 長尾会館と呼ばれる。
- 鳥居 - 一の鳥居、二の鳥居、三の鳥居。
- 蕃塀（ばんぺい） - 檜皮葺。
- 狛犬 - 1931年（昭和6年）に製作された陶器製（常滑焼）の狛犬。
- 手水舎
- 御井戸（みいど） - 御神水が湧き出る井戸。御井社（みいしゃ）が祀られている。
- 御神水（ごしんすい） - 神棚への供物、敷地への散水、禊など心身の清浄に用いる。
- 御神木（ごしんぼく） - 樹齢100年以上のヒイラギ。厄除けのために境内北東（鬼門の方角）にある。武豊町の「大樹百選」に登録されている。

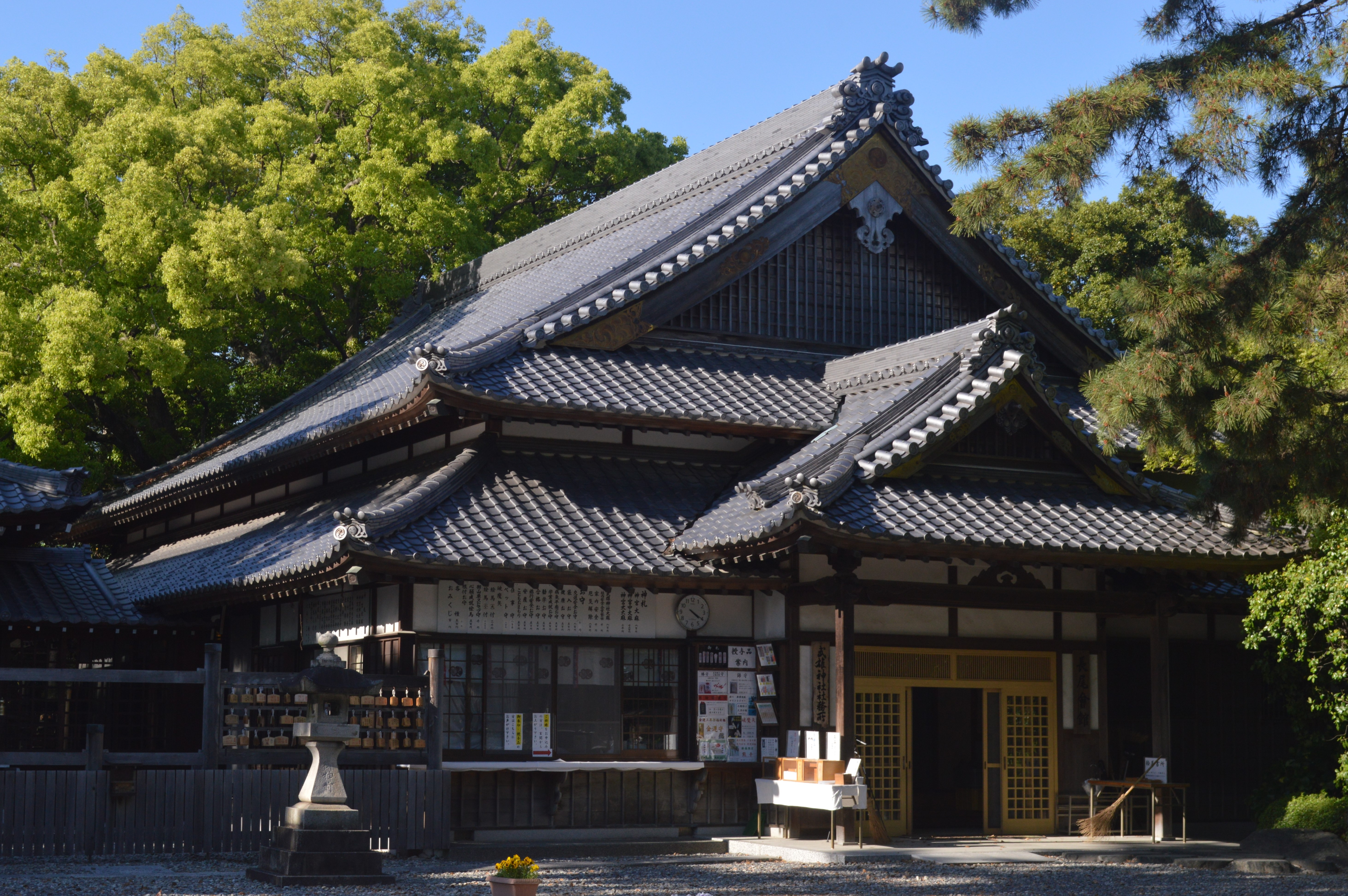
社務所（長尾会館）
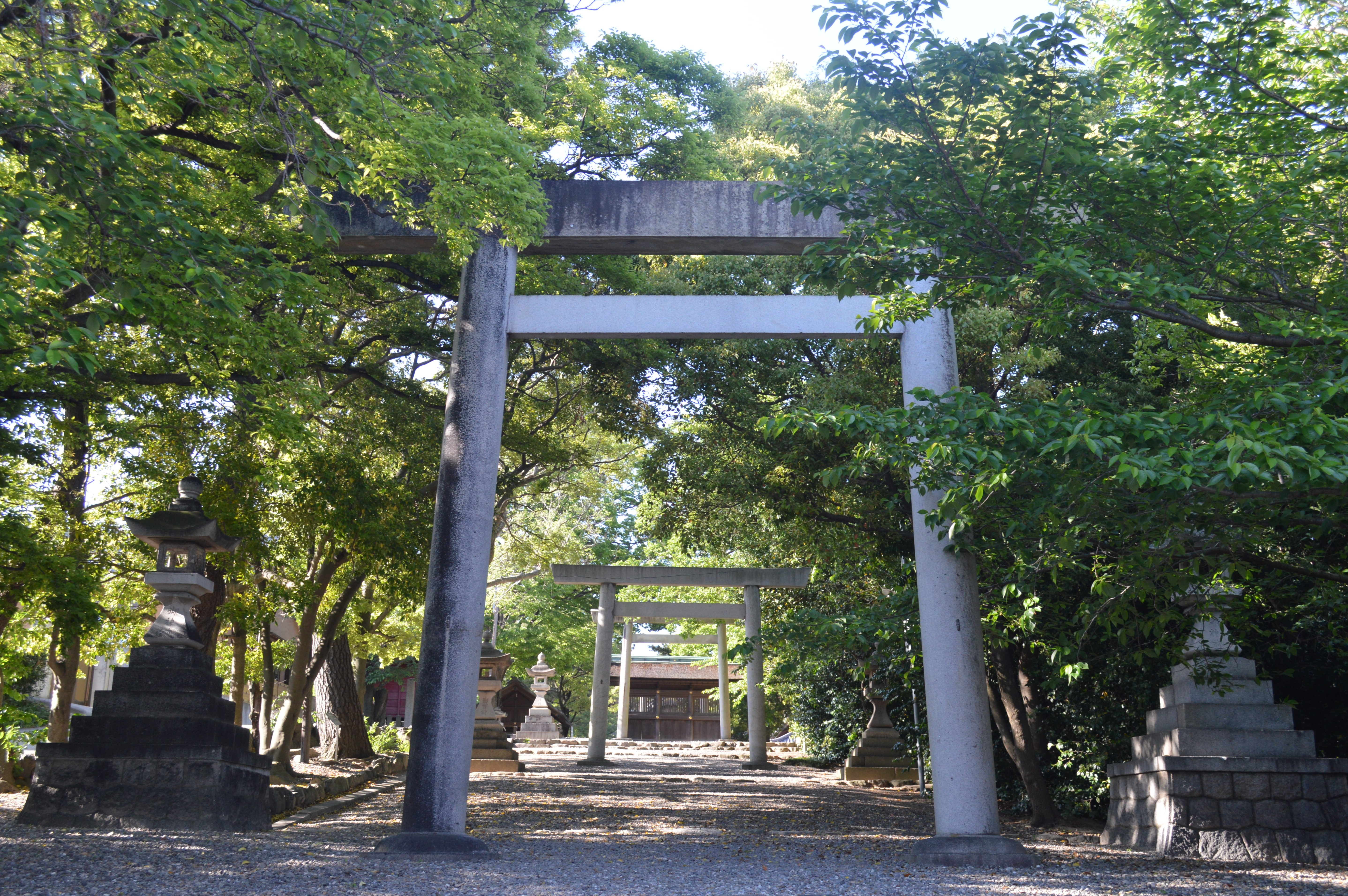
一の鳥居
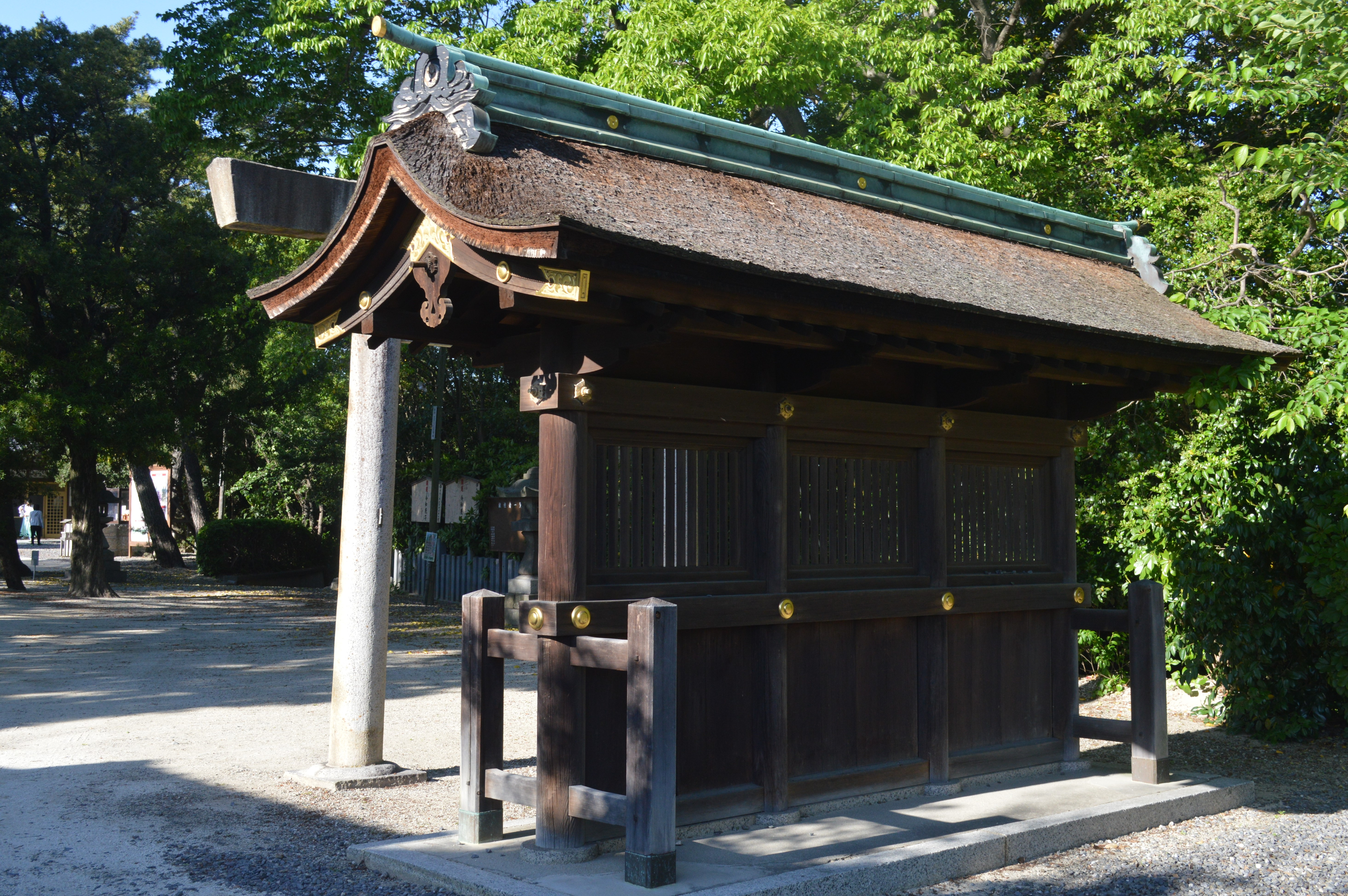
蕃塀

## 祭礼
毎年4月15日に最も近い土曜・日曜に例祭の長尾地区祭礼を行っている。御山車神事（おくるましんじ）では各地区から6輌の山車が奉納され、境内に曳き込み・曳き出しされる。江戸初期に初めて御山車神事（おくるましんじ）が行われた。明暦年間から萬治年間、尾張藩藩士の大島四郎兵衛藤原久成が領主になると、自ら神輿を奉献して華やかな祭礼を行うようになった。
社叢は「月読みの森」と呼ばれ、かつては満月の夜に境内で和歌が詠まれた。毎年旧暦8月15日（仲秋の名月）には名月祭が開催され、講演祭・音楽祭・朗読祭などの境内行事が行われている。

## 現地情報
所在地
- 470-2332：愛知県知多郡武豊町上ケ8

アクセス
- JR武豊線 武豊駅の北へ約300m。
- 名鉄河和線 上ゲ駅の南東へ約500m。